# 小行星6500
小行星6500（英語：6500 Kodaira）是一颗围绕太阳公转的小行星。1993年3月15日，圓舘金、渡邊和郎在北见发现了此天体。
这颗小行星的绝对星等为255.54800等。